# Gulia Palthe
Guillemette Joanette Palthe (Gulia) Palthe (Oldenzaal, 22-10-1863 - aldaar 26-03-1928) was een beheerder van de landerijen en pachtboerderijen en verzamelaar. Haar verzameling vormt de basis van museum het Palthehuis. 

## Jeugd
Palthe werd vernoemd naar Guillaume Landreben Michgorius, de vader van haar moeder. Palthe was direct met drie belangrijke Oldenzaalse patriciërsfamilies, Racer, Michgorius en Palthe, verwant via haar vaders kant. Van moederszijde was zij verwant aan de familie Van Wulfften. Zij groeide hierdoor op als een welgestelde dame. Op jonge leeftijd werd zij onderwezen in Nederlands, Hoogduits, Frans en Engels. Toen Palthe 5 jaar oud was, in 1868, overleed haar moeder. Haar vader hertrouwde met de zuster van zijn overleden vrouw. Palthe hield jarenlang dagboeken bij. Hieruit valt op te maken dat zij al op jonge leeftijd gezondheidsklachten kreeg. Vaak kon zij niet meedoen met de andere kinderen, zij zat veelal binnen toe te kijken. Rond haar 15e werd zij rondgereden in een wagentje dat momenteel tentoongesteld wordt in het Palthehuis. Palthe stond bekend om haar zwarte krullen. Zij liet ze tot op veertigjarige leeftijd los hangen, iets wat erg ongebruikelijk was in die tijd.

## Landvrouwe
In haar jeugd kwam Gulia vaak in Nieuwleusen om aan te sterken. Ze bleef dit tot haar dood doen omdat ze zich er erg thuis voelde. Ze bezat er een zomerhuis en na haar overlijden bleek dat ze een groot deel van Nieuwleusen in haar bezit had. Ze schonk alle boerderijen aan de boeren die het op dat moment pachtten.

## Nalatenschap
Ze was de enige erfgenaam van zo'n twee eeuwen aan inboedel van haar familie en aangetrouwde families. Palthe woonde in het huis waar zowel haar ouders als grootouders hadden gewoond en deze inboedels bleven bewaard. Daarnaast kwam er ook inboedel bij van de families Racer en Michgorius. Bij leven liet zij niemand op de bovenverdieping van haar woning, waar ze alle goederen had opgeslagen. Ze gaf het Michgoriushuis in bruikleen aan de  Oudheidkamer die daar in 1916 haar museum opende. Er kwamen veel bezoekers in haar huis, zij noteerde dit in een gastenboekje. Kostbare erfstukken werden meegegeven aan museumdirecteuren van onder andere museum De Waag te Deventer en het Stedelijk museum van Zwolle.

## Trivia
Gulia Palthe maakte graag en niet onverdienstelijk foto's en veel van haar glasnegatieven zijn bewaard gebleven. Palthe had een stempel laten maken met haar naam en de toevoeging ‘amateuse fotografe’ waarmee ze haar foto's bestempelde. Na haar dood vond men in het linnengoed en zelfs in  een onderlijfje tussen een dubbele voering geld. In het totaal het Palthe op deze manier 8000 gulden verstopt. In Nieuwleusen treed Gulia Palthe nog regelmatig op. Als er een dorpsfeest of andere viering is loopt er een als Palthe verkleed persoon rond.